# Jan Bocheński
Jan Bocheński (ur. 10 września 1888 w Hrubieszowie, zm. 23 sierpnia 1944 w Łubienku) – polski malarz i grafik.

## Życiorys
Urodził się w rodzinie Hipolita i Heleny z domu Szuman. Uczył się w gimnazjum w Kielcach, gdzie brał udział w strajku szkolnym w 1905. Po egzaminie dojrzałości wyjechał do Krakowa, gdzie rozpoczął studia w Akademii Sztuk Pięknych pod kierunkiem Józefa Pankiewicza, Leona Wyczółkowskiego i Józefa Mehoffera. Naukę kontynuował w Paryżu. Po powrocie do kraju wystawiał prace w Krakowie i Warszawie, m.in. w Zachęcie. W 1918 zamieszkał w Poznaniu. Od 1929 wykładał tam Państwowej Szkole Ogrodniczej. Należał do grona założycieli Grupy Artystów Wielkopolskich Plastyka, która powstała w 1925. Podczas Powszechnej Wystawy Krajowej w 1929 jego prace zostały wyróżnione brązowym medalem. Po zajęciu Poznania przez wojska niemieckie został wysiedlony do Krakowa, skąd przeniósł się do wsi Łubienka koło Jasła, gdzie zmarł.

## Twórczość
Tworzył grafiki, obrazy olejne, akwarele i miedzioryty, suchoryty i akwaforty. Jego prace przestawiały pejzaże, martwe natury, kompozycje figuralne oraz tematykę religijną. Był autorem felietonów o tematyce plastycznej, które ukazywały się na łamach Dziennika Poznańskiego i Tęczy.
- Widok na katedrę św. Floriana na Pradze z Wybrzeża Kościuszkowskiego, 1923, olej, tektura, 21 x 30,5 cm, (obraz sygnowany)
- Warszawski tryptyk, 1928, 63 x 33 cm, pojedyncze elementy tryptyku: 13 x 18 cm